# 水宮神社 (富士見市)
水宮神社（みずみやじんじゃ）は、埼玉県富士見市水子にある神社。

## 概要
水子貝塚の北東隣り、大応寺の南東隣りに鎮座している。
般若院文書（市有形文化財指定）によると、室町時代に京都の聖護院を本山とする修験寺摩訶山般若院として創建されたとされる。

## 祭神
- 天照大神
- 素戔嗚命
- 木花咲耶姫命
- 誉田別命
- 大國主命
- 罔象女神